# 2020年西寧地陷事故
2020年西寧地陷事故又叫西宁市“1·13”公交车站路面塌陷重大事故，發生於2020年1月13日17时36分许，中國青海省西宁市城中區南大街红十字医院公交站附近发生路面塌陷，一辆正在上下客的公交车陷入其中，事故造成10死17伤。公交车陷入時将地下电缆線拽断又引发两次爆燃，火光閃現，冒出濃煙。

## 事故經過
2020年1月13日17时36分许，西宁市城中区南大街长城医院门前的紅十字醫院公交车站，西寧17路公交车(车牌为青A60015)在上下客時，路面突然发生塌陷，致使17路公交车车头下倾，與公交车上和正在车站候车的部分乘客一起陷入塌陷后形成的坑洞里。塌陷發生後現場多名市民上前營救，數十秒之後又发生二次塌陷，坑洞面积扩大，几名参与施救的市民也落入坑洞中。而公交车陷入時将地下电缆線拽断又引发两次爆燃，有火花閃現，並冒出濃煙。包括供水管道等在內的多條管道在事故中受損。供水管道断裂後，大量水涌入坑内。地面塌陷造成的的坑洞深约10米，坍塌路段面积达80平方米。同時34台专变、18台公变停电，涉及用户2850户。
事发路段地下管线密佈，有电力、燃气、供水等各种管线，周圍還有防空洞，附近的一個人防隧道也出現了塌方。塌陷地点附近在2019年夏天时，曾发生过地面渗水问题；而南大街及周邊道路在2019年11月亦發現道路問題260余处，城中區執法部門一度下达《市政维修通知单》41份。從2014年至2020年初，西宁市至少发生14起地面塌陷事故，有4起就发生在塌陷路面附近。。
而在西寧道路維護方面，許多路面老舊，難以適應重型公交车行駛；而西寧道路依溫帶乾旱半乾旱氣候建造，但事故發生前數年西寧降雨量增長明顯，也有可能導致塌陷事故多發。同時西宁市地处黄土高原与青藏高原交界處，土质以湿陷性黄土為主，也容易吸水软化形成凹陷。
事發後傷者送入青海红十字医院进行救治，青海省委书记王建军，省长刘宁，西宁市委书记王晓，市长张晓容來到醫院看望傷者。1月14日晚22时10分，西宁市政府新闻办通报称，事故造成9人遇難，另有17人受伤。1月16日下午18时，仍未发现失联者。在考慮到現場地质条件存在发生建筑物倒塌的风险以及失聯家屬同意停止搜救的情況下，1月17日上午10时，西宁市“1.13”突发事件应急指挥部决定停止搜救，宣布1名失联人员失踪。

## 调查结论
西宁市“1·13”公交车站路面塌陷重大事故灾难调查报告近日已获得青海省政府批复。事故调查组认为，这起重大事故灾难是湿陷性黄土路基因多年渗水导致路基物质流失，逐步形成地下陷穴，年久失修的防空洞外壁空腔为水土流失提供通道等多项因素所致。

## 外部連結
- . 澎湃新聞.